# Psychotria pritchardii
Psychotria pritchardii är en måreväxtart som beskrevs av Berthold Carl Seemann. Psychotria pritchardii ingår i släktet Psychotria och familjen måreväxter. Inga underarter finns listade i Catalogue of Life.